# Liste de jeux Famicom

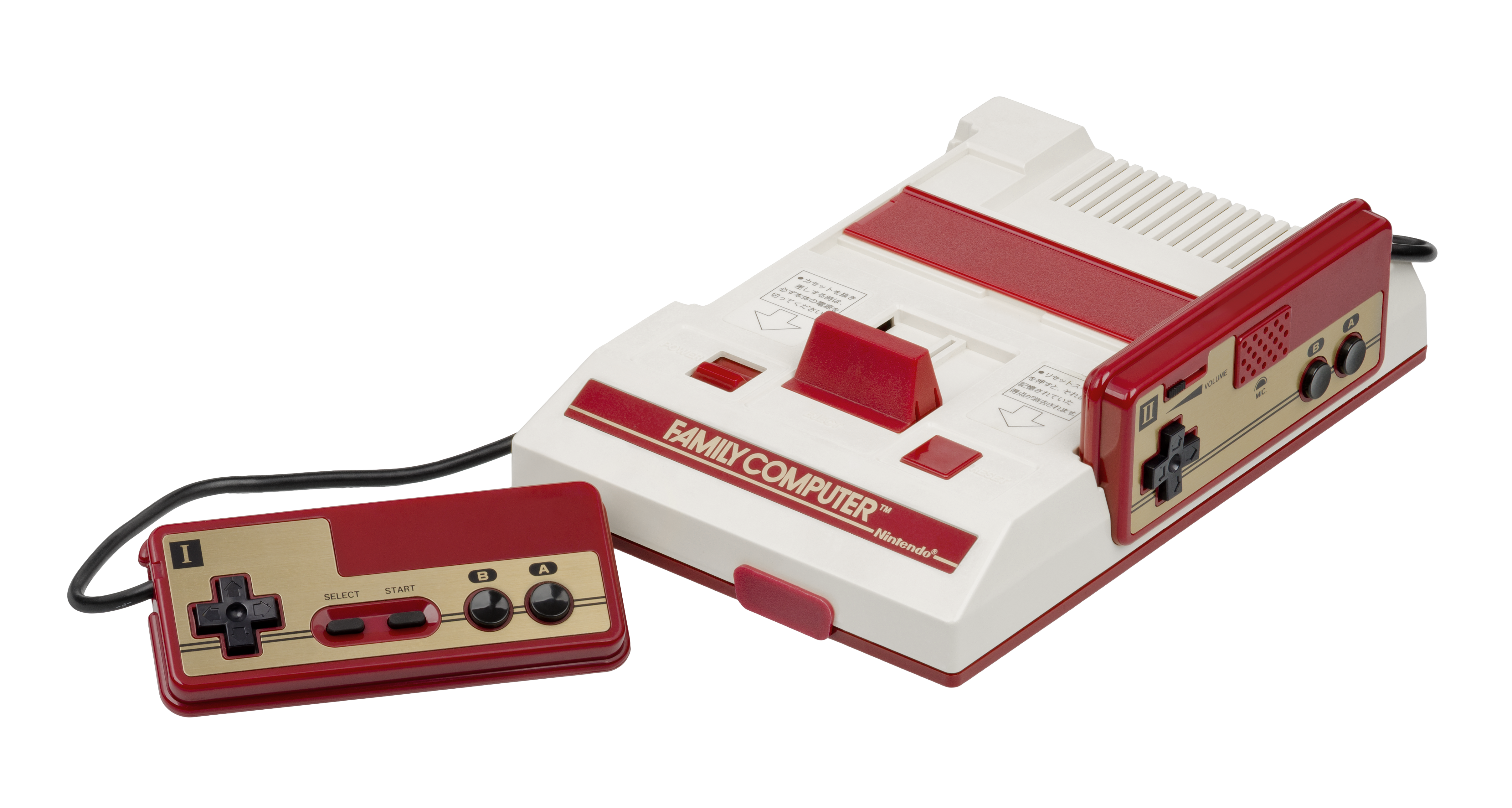
console de jeux Famicom de Nintendo

La liste de jeux Famicom répertorie alphabétiquement tous les jeux sortis pour la console Famicom de Nintendo.
- Pour les jeux sortis sur Famicom Disk System consultez la liste de jeux Famicom Disk System.
- Pour les jeux sortis en Europe ou en Amérique du Nord consultez la liste de jeux Nintendo Entertainment System.

Légende:
- Titre japonais (date de sortie au Japon, nom éditeur japonais) - autres titres
- J = sorti uniquement au Japon (jamais sorti sur NES)

- Haut – A
- B
- C
- D
- E
- F
- G
- H
- I
- J
- K
- L
- M
- N
- O
- P
- Q
- R
- S
- T
- U
- V
- W
- X
- Y
- Z

## 0-9
- 100 Man Dollar Kid: Maboroshi no Teiō Hen (6 janvier 1989, Sofel) - Amérique du Nord = Casino Kid
- 10-Yard Fight (30 août 1985, Irem)
- 1942 (11 décembre 1985, Capcom)
- 1943: The Battle of Midway (20 juin 1988, Capcom)
- 1999: Hore, Mitakotoka! Seikimatsu (18 septembre 1992, Coconuts) - J
- 4ninuchi Mahjong (2 novembre 1984, Nintendo) - J
- 8 Eyes (27 septembre 1988, Seta)
- '89 Dennō Kyūsei Uranai (10 décembre 1988, Induction Produce) - J

## A
- A Ressha de Ikō (21 août 1991, Pony Canyon) - J
- Aa Yakyū Jinsei Icchokusen (25 décembre 1992, Sammy) - J
- Abadox (15 décembre 1989, Natsume)
- Abarenbō Tengu (14 décembre 1990, Meldac) - Amérique du Nord = Zombie Nation
- Aces: Iron Eagle III (7 août 1992, Pack-In-Video) - J
- Advanced Dungeons and Dragons: Dragons of Flame (21 février 1992, Pony Canyon) - J
- Advanced Dungeons and Dragons: Heroes of the Lance (8 mars 1991, Pony Canyon)
- Advanced Dungeons and Dragons: Hillsfar (21 mars 1991, Pony Canyon)
- Advanced Dungeons and Dragons: Pool of Radiance (28 juin 1991, Pony Canyon)
- Adventures of Lolo (6 janvier 1990, HAL Laboratory) - Amérique du Nord = Adventures of Lolo 2
- Adventures of Lolo 2 (26 décembre 1990, HAL Laboratory) - Amérique du Nord = Adventures of Lolo 3
- After Burner II (30 mars 1989, SunSoft)
- Ai Sensei no Oshiete: Watashi no Hoshi (26 mars 1993, Irem) - J
- Aigina no Yogen: From the Legend of Balubalouk (21 novembre 1986, Vic Tokai) - J
- Air Fortress (11 août 1987, HAL Laboratory)
- Airwolf (24 décembre 1988, Kyugo Boueki) - ce jeu est différent de celui sorti aux États-Unis sous le même nom
- Akagawa Jirō no Yūrei Ressha (8 février 1991, King Records) - J
- Akira (24 décembre 1988, Taito) - J
- Akuma no Shōtaijō (29 septembre 1989, Kemco) - Amérique du Nord = Uninvited
- Akumajō Densetsu (22 décembre 1989, Konami) - Amérique du Nord, Europe = Castlevania III: Dracula's Curse
- Akumajō Dracula (5 février 1993, Konami) - Amérique du Nord, Europe = Castlevania
- Akumajō Special: Boku Dracula Kun (19 octobre 1990, Konami) - J
- Akuma-kun: Makai no Wana (24 février 1990, Bandai) - J
- Alien Syndrome (2 décembre 1988, SunSoft) - sorti aux États-Unis, sans être licencié, par Tengen
- America Daitōryō Senkyo (28 octobre 1988, Hector) - J
- America Ōdan Ultra Quiz: Shijō Saidai no Tatakai (29 novembre 1991, Tomy) - J
- American Dream (23 septembre 1989, Coconuts) - J
- American Football (11 novembre 1988, K Amusement Leasing) - J
- Ankoku Shinwa: Yamato Takeru Densetsu (24 mars 1989, Tokyo Shoseki) - J
- Antarctic Adventure (22 avril 1985, Konami) - J, = Kekkyoku Nankyoku Daibōken
- Aoki Ookami to Shiroki Mejika: Genchō Hishi (25 mars 1993, Koei) - J, également connu sous le nom Genghis Khan II: Clan of the Gray Wolf
- Aoki Ookami to Shiroki Mejika: Genghis Khan (20 avril 1989, Koei) - Amérique du Nord = Genghis Khan
- Arabian Dream Sherezaado (3 septembre 1987, Culture Brain) - Amérique du Nord = The Magic of Scheherazade
- Arctic: Active Rail Playing (23 février 1990, Pony Canyon) - J
- Argos no Senshi (14 avril 1987, Tecmo) - Amérique du Nord, Europe = Rygar
- Argus (17 avril 1986, Jaleco) - J
- Arkanoid (26 décembre 1986, Taito) - compatible avec la manette Arkanoid
- Arkanoid II (8 mars 1988, Taito) - J, compatible avec la manette Arkanoid
- Armadillo (9 août 1991, IGS) - J
- Artelius (13 novembre 1987, Nihon Bussan) - J
- Asmik Kun Land (20 décembre 1991, Asmik Ace) - J
- ASO: Armored Scrum Object (3 septembre 1986, SNK) - Amérique du Nord = Alpha Mission
- Astro Fang: Super Machine (26 octobre 1990, A Wave) - J
- Astro Robo Sasa (9 août 1985, ASCII) - J
- Athena (5 juin 1987, SNK)
- Atlantis no Nazo (17 avril 1986, SunSoft) - J, prototype américain = Super Pitfall 2
- Attack Animal Gakuen (26 décembre 1987, Pony Canyon) - J
- AV Pachi Slot (1991, Hacker International) - Amérique du Nord = Hot Slots
- AV Poker (1990, Hacker International) - J
- AV Soccer (1991, Hacker International) - J

## B
- Babel no Tō (18 juillet 1986, Namco) - J
- Baken Hisshō Gaku: Gate In (25 mai 1990, K Amusement) - J
- Bakushō! Star Monomane Shitennō (14 septembre 1990, Pack-In-Video) - J
- Bakushō!! Ai no Gekijō (29 décembre 1990, Coconuts Japan) - J
- Bakushō!! Jinsei Gekijō (17 mars 1989, Taito) - J
- Bakushō!! Jinsei Gekijō 2 (22 mars 1991, Taito) - J
- Bakushō!! Jinsei Gekijō 3 (20 décembre 1991, Taito) - J
- Ballblazer (4 mars 1988, Pony Canyon) - J
- Balloon Fight (22 janvier 1985, Nintendo)
- Baltron (19 mars 1986, Toei Animation) - J
- Banana (8 septembre 1986, Victor Interactive) - J
- Bananan Ōji no Daibōken (20 décembre 1991, Takara) - Allemagne = Banana Prince
- Barcode World (18 décembre 1992, SunSoft) - J
- Bard's Tale, The: Tales of the Unknown (21 décembre 1990, Pony Canyon)
- Bard's Tale II, The: The Destiny Knight (24 janvier 1992, Pony Canyon) - J
- Baseball (7 décembre 1983, Nintendo)
- Baseball Fighter (5 juillet 1991, Vap) - J
- Baseball Stars: Mezase Sankanō!! (19 mai 1989, SNK) - Amérique du Nord = Baseball Stars
- Batman: The Video Game (22 décembre 1989, SunSoft)
- Bats and Terry (22 juillet 1987, Use) - J
- Battle Baseball (19 février 1993, Banpresto) - J
- Battle City (9 septembre 1985, Namco) - J
- Battle Fleet (22 juin 1990, Namco) - J
- Battle Formula (27 septembre 1991, SunSoft) - Amérique du Nord = Super Spy Hunter
- Battle Rush: Build Up Robot Tournament (13 novembre 1993, Bandai) - J
- Battle Stadium: Senbatsu Pro Yakyū (20 décembre 1990, IGS) - J
- Battle Storm (21 décembre 1991, Yonezawa PR21) - J
- Battles of Napoleon (18 mars 1988, Irem) - J
- Battletoads (20 décembre 1991, NCS)
- Be-Bop High School: Kōkōsei Gokuraku Densetsu (30 mars 1988, Data East) - J
- Best Keiba: Derby Stallion (21 décembre 1991, ASCII) - J
- Best Play Pro Yakyū (15 juillet 1988, ASCII) - J
- Best Play Pro Yakyū II (30 mars 1990, ASCII) - J
- Best Play Pro Yakyū '90 (13 décembre 1990, ASCII) - J
- Best Play Pro Yakyū Special (16 octobre 1992, ASCII) - J
- Bikkuri Nekketsu Shin Kiroku! Harukanaru Kin Medal (26 juin 1992, Technos Japan) - Amérique du Nord = Crash 'n the Boys: Street Challenge
- Bikkuriman World: Gekitō Sei Senshi (27 juillet 1990, Hudson Soft) - J
- Binary Land (19 décembre 1985, Hudson Soft) - J
- Bio Miracle Bokutte Upa (26 février 1993, Konami) - J
- Bio Senshi Dan: Increaser Tono Tatakai (22 septembre 1987, Jaleco)
- Bird Week (3 juin 1986, Toshiba EMI) - J
- Black Bass (6 février 1987, Hot-B)
- Black Bass 2 (18 octobre 1988, Hot-B)
- Block Set (26 juillet 1985, Nintendo) - Amérique du Nord = Stack Up
- Blodia Land: Puzzle Quest (11 août 1990, Tonkin House) - J
- Bloody Warriors: Shan-Go no Gyakushū (19 octobre 1990, Toei Animation) - J
- Blue Marlin, The (27 décembre 1991, Hot-B)
- Bokosuka Wars (14 décembre 1985, ASCII) - J
- Bomber King (7 août 1987, Hudson Soft) - Amérique du Nord = Robowarrior
- Bomberman (19 décembre 1985, Hudson Soft)
- Bomberman II (28 juin 1991, Hudson Soft) - Europe = Dynablaster
- Booby Kids (10 juillet 1987, Nihon Bussan) - J
- Boulder Dash (23 mars 1990, Data East)
- Bubble Bobble (30 octobre 1987, Taito)
- Bubble Bobble 2 (5 mars 1993, Taito)
- Bucky O'Hare (31 janvier 1992, Konami)
- Buggy Popper (8 octobre 1986, Data East) - Amérique du Nord = Bump 'n' Jump
- Burai Fighter (20 juillet 1990, Taito)
- Burger Time (21 novembre 1985, Namco)
- Business Wars (24 janvier 1992, Hector) - J
- B-Wings (3 juin 1986, Data East) - J

## C
- Cadillac (2 février 1990, Hector) - J
- Capcom Barcelona '92 (5 juin 1992, Capcom) - Amérique du Nord = Gold Medal Challenge '92
- Captain Ed (25 août 1989, CBS Sony Group) - J
- Captain Saver (29 septembre 1992, Taito) - Amérique du Nord = Power Blade 2
- Captain Silver (16 décembre 1988, Tokuma Shoten) - J
- Captain Tsubasa (28 avril 1988, Tecmo) - J
- Captain Tsubasa Vol. II: Super Striker (20 juillet 1990, Tecmo)
- Casino Derby (19 mars 1993, Yonezawa PR21) - J
- Castle Excellent (28 novembre 1986, ASCII) - Amérique du Nord = Castlequest
- Castle Quest (19 avril 1990, Hudson Soft) - J, jeu différent de Castlequest sorti aux États-Unis
- Chack'n Pop (24 mai 1985, Taito) - J, préquel à Boulder Dash
- Challenger (15 octobre 1985, Hudson Soft) - J
- Championship Bowling (8 février 1991, Athena)
- Lode Runner (17 avril 1985, Hudson Soft) - J
- Chaos World (25 octobre 1991, Natsume) - J
- Chester Field: Ankoku Shin heno Chōsen (30 juillet 1987, Vic Tokai) - J
- Chibi Maruko-Chan: Uki Uki Shopping (4 octobre 1991, Namco) - J
- Chiisana Obake: Achhi Sochhi Kocchi (4 décembre 1992, Vap) - J
- Chiki Chiki Machine Mō Race (25 décembre 1991, Atlus) - Amérique du Nord = Wacky Races (Les fous du volant)
- Chip to Dale no Daisakusen (8 juin 1990, Capcom) - Amérique du Nord, Europe = Disney's Chip 'N Dale: Rescue Rangers
- Chip to Dale no Daisakusen 2 (10 décembre 1993, Capcom) - Amérique du Nord, Europe = Disney's Chip 'N Dale: Rescue Rangers 2
- Chitei Senkō Bazolder (15 novembre 1991, Sofel) - Amérique du Nord = Wurm: Journey to the Center of the Earth
- Choplifter (26 juin 1986, Jaleco) - J
- Chōjikū Yōsai Macross (10 décembre 1985, Namco) - J
- Chōjin Ookami Senki: War Wolf (28 juin 1991, Takara) - J
- Chōjin Sentai Jetman (21 décembre 1991, Angel) - J
- Chōjin Ultra Baseball (27 octobre 1989, Culture Brain) - Amérique du Nord = Baseball Simulator 1.000
- Chō-Wakusei Senki MetaFight (17 juin 1988, SunSoft) - Amérique du Nord = Blaster Master
- Chūgoku Senseijutsu (29 novembre 1988, Jaleco) - J
- Chūka Taisen (22 septembre 1989, Taito) - J
- Circus Charlie (4 mars 1986, Konami) - J
- City Connection (27 septembre 1985, Jaleco)
- Clu Clu Land (22 novembre 1984, Nintendo)
- Cobra Command (21 octobre 1988, Data East)
- Cocoron (3 mai 1991, Takeru) - J
- Columbus: Ōgon no Yoake (20 novembre 1992, Tomy) - J
- Conflict (1er décembre 1989, Vic Tokai) - J
- Contra (9 février 1988, Konami) - Europe = Probotector
- Cosmic Epsilon (24 novembre 1989, Asmik Ace) - J
- Cosmic Wars (4 août 1989, Konami) - J
- Cosmo Genesis (23 décembre 1986, ASCII) - Amérique du Nord = Star Voyager
- Cosmo Police Galivan (3 juin 1988, Nihon Bussan) - J
- Crayon Shin-Chan: Orato Poi Poi (27 août 1993, Bandai) - J
- Crazy Climber (26 décembre 1986, Nichibutsu) - J, se joue avec une manette spéciale avec 2 joysticks vendue avec le jeu
- Crisis Force (27 août 1991, Konami) - J
- Cross Fire (2 novembre 1990, Kyugo Bōeki) - J
- Cycle Race: Road Man (17 décembre 1988, Tonkin House) - J

## D
- Dai-2-Ji Super Robot Taisen (19 décembre 1991, Bandai) - J = Super Robot Wars II
- Daikaijyu Deburasu (21 décembre 1990, Data East) - J
- Daikōkai Jidai (15 mars 1991, Koei) - Amérique du Nord = Uncharted Waters
- Daiku no Gen-San (15 novembre 1991, Irem) - Europe = Hammerin' Harry
- Daiku no Gen-San 2 (22 octobre 1993, Irem) - J
- Daimashikyō Galiōs (11 août 1987, Konami) - J
- Daimeiro (30 novembre 1990, Epoch) - J
- Daisenryaku (11 octobre 1988, Bothtec) - J
- Daiva (5 décembre 1986, Toshiba EMI) - J
- Dark Lord (8 février 1991, Data East) - J
- Dash Yarō (15 juin 1990, Visco) - J
- Datsugoku (30 juin 1989, K Amusement) - Amérique du Nord = POW: Prisoners of War
- De-Block (9 août 1991, Athena) - J
- Dead Fox, Ningen Keiki (23 février 1990, Capcom) - Amérique du Nord = Code Name: Viper
- Deep Dungeon III (13 mai 1988, Square) - J
- Deep Dungeon IV (6 avril 1990, Asmik Ace) - J
- Déjà Vu (22 novembre 1988, Kemco)
- Dengeki Big Bang! (27 janvier 1989, Vic Tokai) - Amérique du Nord = Clash at Demonhead
- Densen Rundesu (6 mars 1992, Takara) - J
- Densetsu no Kishi Elrond (15 juillet 1988, Jaleco) - Amérique du Nord, Europe = Wizards and Warriors
- Derby Stallion Zengokuban (29 août 1992, ASCII) - J
- Devil Man (25 avril 1989, Namco) - J
- Devil World (5 octobre 1984, Nintendo)
- Dezaemon (13 septembre 1991, Athena) - J
- Die Hard (19 juillet 1991, Pack-In-Video)
- Dig Dug (4 juin 1985, Namco) - J
- Dig Dug II (18 avril 1986, Namco)
- Digital Devil Monogatari: Megami Tensei (11 septembre 1987, Namco) - J
- Digital Devil Monogatari: Megami Tensei II (6 avril 1991, Namco) - J
- Doki! Doki! Yūenchi: Crazy Land Daisakusen (9 août 1991, Vap) - Europe = Trolls in Crazyland
- Dokuganryu Masamune (5 avril 1988, Namco) - J
- Don Doko Don (9 mars 1990, Taito) - J
- Don Doko Don 2 (31 janvier 1992, Taito) - J
- Donald Duck (22 septembre 1988, Kemco) - Amérique du Nord = Snoopy's Silly Sports Spectacular
- Donald Land (29 janvier 1988, Data East) - J
- Donkey Kong (15 juillet 1983, Nintendo)
- Donkey Kong 3 (4 juillet 1984, Nintendo)
- Donkey Kong Jr. (15 juillet 1983, Nintendo)
- Donkey Kong Jr. no Sansuu Asobi (12 décembre 1983, Nintendo) - Amérique du Nord = Donkey Kong Jr. Math
- Door Door (18 juillet 1985, Enix) - J
- Doraemon (12 décembre 1986, Hudson Soft) - J
- Doraemon: Giga Zombie no Gyakushū (14 septembre 1990, Epoch) - J
- Double Dragon (8 avril 1988, Technos)
- Double Dragon II: The Revenge (22 décembre 1989, Technos)
- Double Dragon III: The Rosetta Stone (22 février 1991, Acclaim) - Amérique du Nord, Europe = Double Dragon III: The Sacred Stones
- Double Moon Densetsu (30 octobre 1992, NCS) - J
- Dough Boy (11 décembre 1985, Kemco) - J
- Downtown Nekketsu Kōshinkyoku: Soreyuke Daiundōkai (12 octobre 1990, Technos) - J
- Downtown Nekketsu Monogatari (25 avril 1989, Technos) - Amérique du Nord = River City Ransom, Europe = Street Gangs
- Dr. Mario (27 juillet 1990, Nintendo)
- Dragon Ball 3: Gokū den (27 octobre 1989, Bandai) - J
- Dragon Ball Z: Kyōshū! Saiyajin (27 octobre 1990, Bandai) - J
- Dragon Ball Z Gaiden: Saiyajin Zetsumetsu Keikaku (6 août 1993, Bandai) - J
- Dragon Ball Z II: Gekishin Freeza!! (10 août 1991, Bandai) - J
- Dragon Ball Z III: Ressen Jinzō Ningen (7 août 1992, Bandai) - J
- Dragon Ball Z: Gekitō Tenkaichi Budōkai (29 décembre 1992, Bandai) - J
- Dragon Ball: Daimaō Fukkatsu (12 août 1988, Bandai) - J
- Dragon Ball: Shenron no Nazo (27 novembre 1986, Bandai - Amérique du Nord = Dragon Power, France = Dragon Ball : Le Secret du Dragon
- Dragon Buster (7 janvier 1987, Namco) - J
- Dragon Buster II (27 avril 1989, Namco) - J
- Dragon Fighter (10 août 1990, Towa Chiki)
- Dragon Ninja (14 juillet 1989, Namco) - Amérique du Nord = Bad Dudes, Europe = Bad Dudes vs Dragon Ninja
- Dragon Quest (27 mai 1986, Enix) - Amérique du Nord = Dragon Warrior
- Dragon Quest II (26 janvier 1987, Enix) - Amérique du Nord = Dragon Warrior II
- Dragon Quest III (10 février 1988, Enix) - Amérique du Nord = Dragon Warrior III
- Dragon Quest IV (11 février 1990, Enix) - Amérique du Nord = Dragon Warrior IV
- Dragon Scroll (4 décembre 1987, Konami) - J
- Dragon Slayer IV (17 juillet 1987, Namco) - Amérique du Nord = Legacy of the Wizard
- Dragon Spirit: Aratanaru Densetsu (14 avril 1989, Namco) - Amérique du Nord = Dragon Spirit: The New Legend
- Dragon Unit (27 février 1990, Athena) - Amérique du Nord = Castle of Dragon
- Dragon Wars (9 août 1991, Kemco) - J
- Dragon's Lair (20 septembre 1991, Epic/Sony Records)
- Dream Master (22 septembre 1992, Namco) - J
- Duck Hunt (21 avril 1984, Nintendo) - nécessite le Zapper Light Gun
- DuckTales II (23 avril 1993, Capcom)
- Dungeon and Magic: Swords of Element (10 novembre 1989, Natsume) - Amérique du Nord = Dungeon Magic: Sword of The Elements
- Dungeon Kid (31 août 1990, Quest) - J
- Dynamite Batman (20 décembre 1991, SunSoft) - Amérique du Nord = Batman: Return of the Joker
- Dynamite Bowl (24 mai 1987, Toshiba EMI) - J

## E
- Earth Fighter Rayieza, The (1985, Enix)
- Eggerland: Meikyū no Fukkatsu (9 août 1988, HAL Laboratory) - J
- Egypt (31 mai 1991, Human Entertainment) - J
- Elevator Action (28 juin 1985, Taito)
- Elnark no Zaihō (10 août 1987, Towachiki) - J
- Elysian (28 avril 1988, Tokyo Shoseki) - J
- Emoyan no 10-bai Pro Yakyū (19 décembre 1989, Hect) - J
- Erika to Satoru no Yume Bōken (27 septembre 1988, Namco) - J
- Esper Bōkentai (13 octobre 1987, Jaleco) - J
- Esper Dream 2 (26 juin 1992, Konami) - J
- Excitebike (30 novembre 1984, Nintendo)
- Exciting Boxing (16 décembre 1987, Konami) - J
- Exciting Rally (24 avril 1992, HAL Laboratory) - Australie = Championship Rally
- Exed Exes (21 décembre 1985, Tokuma Shoten) - J
- Exerion (11 février 1985, Jaleco) - J

## F
- F-1 Circus (7 février 1992, Nichibutsu) - J
- F-1 Sensation (29 janvier 1993, Konami) - J
- F-1 Race (2 novembre 1984, Nintendo) - J
- Famicom Igo Nyūmon (29 novembre 1991, I'Max) - J
- Famicom Jump Eiyū Retsuden (15 février 1989, Bandai) - J
- Famicom Jump II (2 décembre 1991, Bandai) - J
- Famicom Karaoke: Top Hit 20 Vol.1 (28 octobre 1987, Bandai) - J
- Famicom Karaoke: Top Hit 20 Vol.2 (18 février 1988, Bandai) - J
- Famicom Meijinsen (2 septembre 1988, SNK) - J
- Famicom Shogi: Ryū-Ō-Sen (15 février 1991, I'Max) - J
- Famicom Wars (12 août 1988, Nintendo) - J
- Famicom Yakyūban (15 décembre 1989, Epoch) - J
- Family Block (12 avril 1991, Athena) - J
- Family Boxing (19 juin 1987, Namco) - Amérique du Nord = Ring King
- Family Circuit (6 février 1988, Namco) - J
- Family Circuit '91 (19 juillet 1991, Namco) - J
- Family Jockey (24 avril 1987, Namco) - J
- Family Mahjong (11 août 1987, Namco) - J
- Family Mahjong II: Shanghai he no Michi (25 novembre 1988, Namco) - J
- Family Pinball (24 mars 1989, Namco) - Amérique du Nord = Rock n' Ball
- Family Quiz (16 novembre 1988, Athena) - J
- Family Tennis (11 décembre 1987, Namco) - J
- Family Trainer: Aerobics Studio (26 février 1987, Bandai) - Amérique du Nord = Dance Aerobics
- Family Trainer: Athletic World (12 novembre 1986, Bandai) - Amérique du Nord, Europe = Athletic World
- Family Trainer: Daiondōkai (27 novembre 1987, Bandai) - Amérique du Nord = Super Team Games
- Family Trainer: Fūun! Takeshi Shiro 2 (20 décembre 1988, Bandai) - J
- Family Trainer: Jogging Race (28 mai 1987, Bandai) - J
- Family Trainer: Manhattan Police (31 août 1987, Bandai) - Amérique du Nord = Street Cop
- Family Trainer: Meiro Daisakusen (31 juillet 1987, Bandai) - J
- Family Trainer: Rai Rai! Kyonshizu (26 janvier 1988, Bandai) - J
- Family Trainer: Running Stadium (23 décembre 1986, Bandai) - Amérique du Nord, Europe = Stadium Events
- Family Trainer: Tostugeki! Fūun Takeshi Shiro (28 décembre 1987, Bandai) - J
- Famista '89 (28 juillet 1989, Namco) - J
- Famista '90 (19 décembre 1989, Namco) - J
- Famista '91 (21 décembre 1990, Namco) - J
- Famista '92 (20 décembre 1991, Namco) - J
- Famista '93 (22 décembre 1992, Namco) - J
- Famista '94 (1er décembre 1993, Namco) - J
- Fantasy Zone (20 juillet 1987, SunSoft)
- Fantasy Zone 2: The Teardrop of Opa-Opa (20 décembre 1988, SunSoft) - J
- Faria: Fuuin no Tsurugi (21 juillet 1989, Hi-Score Media Work) - Amérique du Nord = Faria: A World of Mystery and Danger!
- Faxanadu (16 novembre 1987, Hudson Soft)
- FC Genjin: Frekthoropus Computerus (30 juillet 1993, Hudson Soft) - Amérique du Nord = Bonk's Adventure
- Ferrari (13 novembre 1992, Coconuts Japan) - J
- Field Combat (9 juillet 1985, Jaleco) - J
- Fighting Golf (24 mars 1988, SNK) - Amérique du Nord = Lee Trevino's Fighting Golf
- Final Fantasy (18 décembre 1987, Square)
- Final Fantasy I and II (27 février 1994, Square) - J
- Final Fantasy II (17 décembre 1988, Square) - J
- Final Fantasy III (27 avril 1990, Square) - J
- Final Lap (12 août 1988, Namco) - J
- Final Mission (22 juin 1990, Natsume) - Amérique du Nord = S.C.A.T.: Special Cybernetic Attack Team, Europe = Action in New York
- Fire Emblem: Ankoku Ryū to Hikari no Tsurugi (20 avril 1990, Nintendo) - J
- Fire Emblem Gaiden (14 mars 1992, Nintendo) - J
- Flappy (14 juin 1985, DB Soft) - J
- Fleet Commander (29 mars 1988, ASCII) - J
- The Flintstones: Rescue of Dino and Hoppy (7 août 1992, Taito)
- Flipull (15 décembre 1989, Taito) - J
- Flying Hero (17 février 1989, Epic/Sony Records) - J
- Formation Z (4 avril 1985, Jaleco) - J
- Front Line (1er août 1985, Taito) - J
- Fudō Myōōden (29 mars 1988, Taito) - Amérique du Nord = Demon Sword
- Fushigi na Blobby (29 novembre 1990, Jaleco Entertainment) - Amérique du Nord = A Boy and His Blob: Trouble on Blobolonia
- Fushigi no Umi Nadia: The Secret of Blue Water (15 mars 1991, Toho) - J
- Fuzzical Fighter (17 mai 1991, Sigma Entertainment) - J

## G
- Galaga (15 février 1985, Namco)
- Galaxian (7 septembre 1984, Namco) - J
- Gambler Jiko Chūshinha (11 novembre 1988, Asmik Ace) - J
- Gambler Jiko Chūshinha 2 (7 décembre 1990, Asmik Ace) - J
- Game Party (3 août 1990, Coconuts Japan) - J
- Ganbare Goemon! Karakuri Dōchū (30 juillet 1986, Konami) - J
- Ganbare Goemon 2 (4 janvier 1989, Konami) - J
- Ganbare Goemon Gaiden: Kieta Ōgon Kiseru (5 janvier 1990, Konami) - J
- Ganbare Goemon Gaiden 2 (3 janvier 1992, Konami) - J
- Ganbare Pennant Race! (28 février 1989, Konami) - J
- Garfield no Isshukan (7 avril 1989, Towachiki) - J
- Gate In (25 mai 1990, K Amusement) - J
- Gardic Gaiden (5 février 1988, Irem) - États-Unis = Guardian Legend
- Gegege no Kitaro: Yōkai Daimakyō (17 avril 1986, Bandai) - États-Unis = Ninja Kid
- Gegege no Kitaro 2 (22 décembre 1987, Bandai) - J
- Geimos (28 août 1985, ASCII) - J
- Gekikame Ninja Den (12 mai 1989, Konami) - États-Unis = Teenage Mutant Ninja Turtles, Europe = Teenage Mutant Hero Turtles
- Gekitotsu Shiku Battle (17 novembre 1989, Irem) - J
- Gekitō Pro Wrestling!! Tōkon Densetsu (1er septembre 1989, Tecmo) - États-Unis, Europe = Tecmo World Wrestling
- Gekitō!! Stadium (15 décembre 1989, Tecmo) - J
- Genpei Toumaden (21 octobre 1988, Namco) - J
- Getsufuu Maden (7 juillet 1987, Konami) - J
- Ghostbusters (22 septembre 1986, Tokuma Shoten)
- Gimme a Break: Shijō Saidai no Quiz Ō Ketteisen (13 décembre 1991, Yonezawa PR21) - J
- Gimme a Break: Shijō Saikyō no Quiz Ō Ketteisen (28 août 1992, Yonezawa PR21) - J
- Gimmick! (31 janvier 1992, Sunsoft) - Europe = Mr. Gimmick
- Ginga Eiyū Densetsu (21 décembre 1988, Kemco) - J
- Ginga no Sannin (15 décembre 1987, Nintendo) - J
- Goal! (25 septembre 1992, Jaleco)
- God Slayer: Haruka Tenkū no Sonata (13 avril 1990, SNK) - États-Unis = Crystalis
- Godzilla (9 décembre 1988, Toho)
- Golby no Pipeline Daisakusen (12 avril 1991, Tokuma Shoten) - J
- Golf (1er mai 1984, Nintendo)
- Golf '92, The (3 juillet 1992, G.O.1) - J
- Golf Clun: Birdie Rush (9 décembre 1987, Data East) - J
- Golf Grand Slam (31 janvier 1991, Hect)
- Golf-kko Open (25 novembre 1989, Taito) - J
- Golgo 13: Kamigami no Kōkon (26 mars 1988, Vic Tokai) - États-Unis = Golgo 13: Top Secret Episode
- Golgo 13 II (27 juillet 1990, Vic Tokai) - États-Unis = The Mafat Conspiracy
- Gomoku Narabe (27 août 1983, Nintendo) - J
- The Goonies (21 février 1986, Konami) - J
- The Goonies II: Flattery Saigo no Chōsen (18 mars 1987, Konami) - États-Unis = The Goonies II
- Gorilla Man (28 avril 1993, Yonezawa PR21) - J
- Gozonji Yajikitatin Dōchū (7 novembre 1989, HAL Laboratory) - J
- Gradius (25 avril 1986, Konami)
- Gradius II (16 décembre 1988, Konami) - J
- Grand Master (26 février 1991, Varie) - J
- Great Battle Cyber (25 décembre 1992, Banpresto) - J
- Great Tank (29 juillet 1988, SNK) - J
- Greed Dear (25 octobre 1991, Hect) - J
- Gremlins 2: Shinshu Tanjou (14 décembre 1990, SunSoft)
- Guevara (26 décembre 1987, SNK) - États-Unis = Guerrilla War
- Gun Hed (13 avril 1990, Varie) - J
- Gun Nac (5 octobre 1990, Tonkin House)
- Gun Sight (15 mars 1991, Konami) - États-Unis = Laser Invasion
- Gun-Dec (26 avril 1991, Sammy) - États-Unis = Vice: Project Doom
- Gun.Smoke (27 janvier 1988, Capcom)
- Gyro Set (13 août 1985, Nintendo) - États-Unis = Gyromite
- Gyrodine (13 mars 1986, Taito) - J

## H
- Hana no Star Kaidō (17 mars 1987, Victor Interactive) - J
- Hanjuku Hero (2 décembre 1988, Square) - J
- Happy Birthday Bugs (3 août 1990, Kemco) - États-Unis = The Bugs Bunny Birthday Blowout, Europe = The Bugs Bunny Blowout
- Hatris (6 juillet 1990, Bullet Proof)
- Hayauchi Super Igo (3 mars 1989, Namco) - J
- Heavy Barrel (2 mars 1990, Data East
- Hebereke (20/091991, SunSoft) - Europe = U-fouR-ia: The Saga
- Hector '87 (16 juillet 1987, Hudson Soft) - États-Unis = Starship Hector
- Heisei Tensai Bakabon (6 décembre 1991, Namco) - J
- Hello Kitty no Hanabatake (11 décembre 1992, Character Soft) - J
- Hello Kitty World (27 mars 1992, Character Soft) - J
- Hercules no Eikō (12 juin 1987, Data East) - J
- Hercules no Eikō II (23 décembre 1989, Data East) - J
- Hi no Tori: Wagaō no Bōken (4 janvier 1987, Konami) - J
- Hirake! Ponkikki (17 avril 1992, Takara) - J
- Hiryu no Ken (14 février 1987, Culture Brain) - États-Unis = Flying Dragon: The Secret Scroll
- Hiryu no Ken II (29 juillet 1988, Culture Brain - États-Unis = Flying Warriors
- Hiryu no Ken III: 5 Nin no Ryū Senshi (21 juin 1991, Culture Brain) - J, était prévu aux États-Unis sous le nom Flying Warriors 2
- Hiryu no Ken Special: Fighting Wars (21 juin 1991, Culture Brain) - J
- Hissatsu Dōjō Yaburi (18 juillet 1989, Sigma Entertainment) - J
- Hissatsu Shigotojin (15 décembre 1990, Banpresto) - J
- Hitler no Fukkatsu: Top Secret (20 juillet 1988, Capcom) - États-Unis, Europe = Bionic Commando
- Highway Star (7 août 1987, Square) - États-Unis, Europe = Rad Racer
- Hogan's Alley (12 juin 1984, Nintendo)
- Hokkaidō Rensa Satsujin: Ohotsuku ni Kiyu (27 juin 1987, ASCII) - J
- Hokuto no Ken (10 août 1986, Toei Animation) - J
- Hokuto no Ken II (17 avril 1987, Toei Animation) - États-Unis = Fist of the North Star
- Hokuto no Ken III (19 octobre 1989, Toei Animation) - J
- Hokuto no Ken 4 (29 mars 1991, Toei Animation) - J
- Holy Diver (28 avril 1989, Irem) - J
- Home Run Night (31 mars 1989, Data East) - J
- Home Run Night '90 (24 juillet 1990, Data East) - J
- Honmei (28 avril 1989, Nihon Bussan) - J
- Dodge Danpei (28 mars 1992, SunSoft) - J
- Honoo no Tōkyūji: Dodge Danpei 2 (26 mars 1993, SunSoft) - J
- Honshogi: Naitō Kudan Shogi Hiden (10 août 1985, Seta) - J
- Hook (27 mars 1992, Epic/Sony Records)
- Hoshi no Kirby (23 mars 1993, Nintendo) - États-Unis, Europe = Kirby's Adventure
- Hoshi no Miruhito (27 octobre 1987, Hot-B) - J
- Hostage (1er décembre 1989, Kemco) - États-Unis = Rescue: The Embassy Mission
- Hototogisu (19 août 1988, Irem) - J
- Hottaman no Chisoko Tanken (6 décembre 1986, Use) - J
- Hōma ga Koku (8 avril 1988, Toho) - J
- Hudson Hawk (27 décembre 1991, Epic/Sony Records)
- Hyaku no Sekai no Monogatari (9 août 1991, ASK) - J
- Hydlide Special (18 mars 1986, Toshiba EMI) - États-Unis = Hydlide
- Hydlide 3 (17 février 1989, Namco) - J
- Hyokkori Hyōtan Shima: Nazo no Kaizokusen (25 avril 1992, Yutaka) - J
- Hyper Olympic (21 juin 1985, Konami) - États-Unis = Track and Field
- Hyper Sports (27 septembre 1985, Konami) - J

## I
- I Love Softball (19 décembre 1989, Coconuts Japan) - J
- Ice Climber (30 janvier 1985, Nintendo)
- Ide Yosuke Meijin no Jissen Mahjong (24 septembre 1987, Capcom) - J
- Ide Yosuke Meijin no Jissen Mahjong II (22 février 1991, Capcom) - J
- Idol Yainuden (14 septembre 1989, Towachiki) - J
- Igo Meikan (10 janvier 1990, Aoki Shoten) - J
- Igo Shinan (14 juillet 1989, Hect) - J
- Igo Shinan '91 (5 juillet 1991, Hect) - J
- Igo Shinan '92 (10 mars 1992, Hect) - J
- Igo Shinan '93 (27 novembre 1992, Hect) - J
- Igo Shinan '94 (17 décembre 1993, Hect) - J
- Igo: Kuroban Taikyoku (14 avril 1986, Bullet Proof Software) - J
- Ikari (26 novembre 1986, K. Amusement) - Amérique du Nord, Europe = Ikari Warriors
- Ikari II (16 avril 1988, K. Amusement) - Amérique du Nord = Ikari Warriors II: Victory Road
- Ikari III (16 mars 1990, K. Amusement) - Amérique du Nord = Ikari Warriors III: The Rescue
- IkeIke! Nekketsu Hockey-bu (7 février 1992, Technos) - J, était prévu aux États-Unis sous le nom Crash 'n the Boys Ice Challenge
- Ikinari Musician (5 mars 1987, Tokyo Shoseki) - J
- Ikki (28 novembre 1985, SunSoft) - J
- Image Fight (16 mars 1990, Irem)
- Inbō no Wakusei: Shankara (26 juin 1992, IGS) - J
- Insector X (21 septembre 1990, Taito) - J
- Ishin no Arashi (15 septembre 1990, Koei)) - J
- Itadaki Street: Watashi no Oten Niyottete (21 mars 1991, ASCII) - J
- Izaki Shūgorō no Keiba Hisshōgaku (30 mars 1990, Imagineer) - J

## J
- J-League Fighting Soccer: The King of Ace Strikers (19 juin 1993, IGS) - J
- J-League Super Top Players (22 avril 1994, Bandai) - J, nécessite le Datach Joint ROM System de Bandai
- J-League Winning Goal (27 mai 1994, Electronic Arts Victor) - J
- JJ (7 décembre 1987, Square) - J
- Jackie Chan (25 janvier 1991, Hudson Soft) - États-Unis = Jackie Chan's Action Kung Fu
- Jajamaru Gekimaden (29 mai 1990, Jaleco) - J
- Jajamaru Ninpō Chō (28 mars 1989, Jaleco) - J, un prototype anglais existe sous le nom Taro's Quest
- Jajamaru no Daibōken (22 août 1986, Jaleco) - J
- Jarin-Ko Chie (15 juillet 1988, Konami) - J
- JESUS Dreadful Bio-Monster (17 mars 1989, King Records) - J
- The Jetsons: Cogswells Caper (23 avril 1993, Taito)
- Jigoku Gokuraku Maru (21 décembre 1990, Pack-In-Video) - États-Unis, Europe = Kabuki: Quantum Fighter
- Jikū (Toki) no Tabibito (26 décembre 1986, Kemco) - J
- Jikū Yuten Debias (27 novembre 1987, Namco) - J
- Jongbō (18 juillet 1987, K Amusement) - J
- Joust (30 octobre 1987, HAL Laboratory)
- Joy Mech Fight (21 mai 1993, Nintendo) - J
- Jubei Quest (4 janvier 1991, Namco) - J
- JuJu Densetsu (19 juillet 1991, Taito) - J - États-Unis, Europe = Toki
- Jumbo Osaki no Hole in One (1er février 1988, HAL Laboratory) - J
- Jumping Kid: Jack to Mame no Ki Monogatari (19 décembre 1990, Asmik Ace) - J, était prévu aux États-Unis sous le nom Jack and the Beanstalk
- Just Breed (15 décembre 1992, Enix) - J
- Jūryoku Sōkō Metal Storm (24 avril 1992, Irem) - États-Unis = Metal Storm
- Jūōki (20 juillet 1990, Asmik Ace) - portage du jeu d'arcade connu en dehors du Japon sous le nom Altered Beast

## K
- Kabushiki Dōjō (2 mai 1989, Hect) - J
- Kage (10 août 1990, Natsume) - États-Unis = Shadow of the Ninja, Europe = Blue Shadow
- Kage no Densetsu (18 avril 1986, Taito) - États-Unis = The Legend of Kage
- Kagerō Densetsu (11 mai 1990, Pixel Multimedia) - J
- Kaguya Hime Densetsu (16 décembre 1988, Victor Interactive) - J
- Kai no Bōken: The Quest of Ki (22 juillet 1988, Namco) - J
- Kaijū Monogatari (18 novembre 1988, Namco) - J
- Kaiketsu Yancha Maru (2 novembre 1987, Irem) - États-Unis = Kid Niki: Radical Ninja
- Kaiketsu Yancha Maru 2: Karakuri Land (30 août 1991, Irem) - J
- Kaiketsu Yancha Maru 3 (30 mars 1993, Irem) - J
- Kakefu Kimi no Jump Tengoku (22 juillet 1988, Vic Tokai) - J - États-Unis = Kid Kool
- Kame no Ongaeshi (26 août 1988, Hudson Soft) - États-Unis = Xexyz
- Kamen no Ninja: Akakage (20 mai 1988, Toei Animation) - J
- Kamen no Ninja: Hamaru (16 mars 1990, Capcom) - États-Unis = Yo! Noid
- Kamen Rider Kurabu (3 février 1988, Bandai) - J
- Kamen Rider SD (22 janvier 1993, Angel) - J
- Karakuri Kengoden Musashi Road: Karakuri Jin Shissōru (5 octobre 1991, Yutaka) - J
- Karaoke Studio (30 juillet 1987, Bandai) - J
- Karaoke Studio Senyō Cassette Vol.1 (28 octobre 1987, Bandai) - J
- Karaoke Studio Senyō Cassette Vol.2 (18 février 1988, Bandai) - J
- Karateka (5 décembre 1985, Soft Pro) - J
- Karnov (18 décembre 1987, Namco)
- Katsuba Densetsu (20 avril 1990, Nihon Bussan) - J
- Katte ni Shiro Kuma (15 décembre 1989, CBS Sony Group) - J
- Kawa no Nushi Tsuri (10 août 1990, Pack-In-Video) - J
- Keisan Game: Sansū 1 Toshi (25 avril 1986, Tokyo Shoseki) - J
- Keisan Game: Sansū 2 Toshi (25 avril 1986, Tokyo Shoseki) - J
- Keisan Game: Sansū 3 Toshi (25 avril 1986, Tokyo Shoseki) - J
- Keisan Game: Sansū 4 Toshi (30 octobre 1986, Tokyo Shoseki) - J
- Keisan Game: Sansū 5+6 Toshi (30 octobre 1986, Tokyo Shoseki) - J
- Kero Kero Keroppi no Daibōken (29 mars 1991, Character Soft) - J
- Kero Kero Keroppi no Daibōken 2 (19 février 1993, Character Soft) - J
- Keroppi to Kerorii nuno Splash Bomb (1er décembre 1993, Character Soft) - J
- Keru Naguru (21 juillet 1989, Namco) - J
- Kidō Senshi Z-Gundam: Hot Scramble (28 août 1986, Bandai) - J
- King Kong 2: Ikari no Megaton Punch (18 décembre 1986, Konami) - J
- King of Kings (9 décembre 1988, Namco) - J
- King's Knight (18 septembre 1986, Square)
- Kinnikuman: Muscle Tag Match (8 novembre 1985, Bandai) - États-Unis = Tag Team Match M.U.S.C.L.E.
- Kiteretsu Daihyakka (23 février 1990, Epoch) - J
- Kitte Rai Da! Gunjin Shōgi Nanya Sore? (26 mai 1989, Sofel) - J
- Klax (14 décembre 1990, Hudson Soft)
- Knight Rider (30 septembre 1988, Pack-In-Video)
- Kochi (23 décembre 1989, Natsume) - J
- Konami Sports in Seoul (16 septembre 1989, Konami) - États-Unis = Track and Field 2
- Kōfuku o Yobu Game: Dora Dora Dora (25 janvier 1991, Natsume) - J
- Kōryu Densetsu Villgust Gaiden (30 juillet 1993, Angel) - J
- Kōshien (6 octobre 1989, K Amusement) - J
- Kujaku Ō (21 septembre 1988, Pony Canyon) - J
- Kujaku Ō II (11 août 1990, Pony Canyon) - J
- Kunio-Kun no Jidaigeki Dayo Zenin Shuugou: Downtown Special (26 juillet 1991, Technos) - J
- Kunio-Kun no Nekketsu Soccer League (23 avril 1993, Technos) - J
- Kyattō Ninden Teyandee (19 juillet 1991, Tecmo) - J, Licence Samouraï Pizza Cats
- Kyonshis 2 (25 septembre 1987, Taito) - J
- Kyoro-Chan Land (11 décembre 1992, Hiro) - États-Unis = Castelian
- Kyonshis 2 (25 septembre 1987, Taito) - J
- Kyoto Zai Deck Tatsujin Jiken (2 novembre 1990, Hect) - J
- Kyōryū Sentai Zyuranger (13 novembre 1992, Angel) - J
- Kyōto Hana no Misshitsu Satsujin Jiken (11 février 1989, Taito) - J
- Kyōto Ken no Tera Satsujin Jiken (11 décembre 1987, Taito) - J
- Kyūkyoku Harikiri Kōshien (19 mars 1992, Taito) - J
- Kyūkyoku Harikiri Stadium (28 juin 1988, Taito) - J
- Kyūkyoku Harikiri Stadium '88 (16 décembre 1988, Taito) - J
- Kyūkyoku Harikiri Stadium Heisei Gannenhan (21 juillet 1989, Taito) - J
- Kyūkyoku Harikiri Stadium III (1er mars 1991, Taito) - J
- Kyūkyoku Tiger (4 août 1989, CBS Sony Group) - États-Unis = Twin Cobra

## L
- L'Empereur (23 mai 1991, Koei)
- La Salle Ishii no Child's Quest (23 juin 1989, Namco) - J
- Labyrinth (7 janvier 1987, Tokuma Shoten) - J
- Lagrange Point (en) (26 avril 1991, Konami) - J
- Last Armageddon (10 novembre 1990, Yutaka) - J
- Law of the West (6 mars 1987, Pony Canyon) - J
- Layla (20 décembre 1986, DB Soft) - J
- Little Magic (14 septembre 1990, Data East) - J
- Little Mermaid, The (19 juillet 1991, Capcom)
- Lode Runner (31 juillet 1984, Hudson Soft)
- Lord of King (21 décembre 1989, Jaleco) - États-Unis = Astyanax
- Lost World of Jenny (25 mars 1987, Takara) - J
- Lot Lot (21 décembre 1985, Tokuma Shoten) - J
- Lunar Ball (5 décembre 1985, Pony Canyon) - États-Unis = Lunar Pool
- Lupin the 3rd (6 novembre 1987, Namco) - J

## M
- M-Kara no Chōsenjō (1er mai 1989, Towachiki) - J
- Mach Rider (21 novembre 1985, Nintendo)
- Mad City (12 août 1988, Konami) - États-Unis, Europe = The Adventures of Bayou Billy
- Madūra no Tsubasa (18 décembre 1986, SunSoft) - J
- Magic Candle, The (6 mars 1992, Sammy) - J
- Magic Darts (26 avril 1991, Seta)
- Magic John (28 septembre 1990, Jaleco) - États-Unis = Totally Rad
- Magical * Taru Ruto-Kun: Fantastic World!! (21 mars 1991, Bandai) - J
- Magical * Taru Ruto-Kun 2 (19 juin 1992, Bandai) - J
- Magical Kids Doropi (14 décembre 1990, Vic Tokai) - États-Unis = The Krion Conquest
- Magmax (19 mars 1986, Nihon Bussan)
- Magnum Kiki Ippatsu Empire City 1931 (15 décembre 1987, Toshiba EMI) - J
- Maha Raja (29 septembre 1989, SunSoft) - J
- Mahjong (27 août 1983, Nintendo) - J
- Mahjong Club Nagatacho: Sōsaisen (25 avril 1991, Hect) - J
- Mahjong Taikai (31 octobre 1989, Koei) - J
- Mahjong Taisen (20 mai 1992, Nichibutsu) - J
- Mahou no Princess Minkiimomo Remember Dream (29 juillet 1992, Yutaka) - J
- Maison Ikkoku (21 juillet 1988, Bothtec) - J
- Majabencha (19 octobre 1990, Tokuma Shoten) - J
- Majin Eiyūden Wataru Gaiden (23 mars 1990, Bandai) - J
- Major League (27 octobre 1989, Irem) - J
- Makai-Mura (13 juin 1986, Capcom) - États-Unis, Europe = Ghosts'n Goblins
- Makaishima (14 avril 1987, Capcom) - J
- Maniac Mansion (13 septembre 1988, Jaleco)
- Mappy (14 novembre 1984, Namco) - J
- Mappy Kids (22 décembre 1989, Namco) - J
- Mappy Land (26 novembre 1986, Namco)
- Mario Bros. (9 septembre 1983, Nintendo)
- Mario Open Golf (20 septembre 1991, Nintendo) - États-Unis = NES Open Tournament Golf
- Marsa no Onna (19 septembre 1989, Capcom) - J
- Mashō (15 décembre 1986, Irem) - États-Unis = Deadly Towers
- Masuzoe Kaname Icchō Made Famicom (17 avril 1992, Coconuts Japan) - J
- Matendo Dōji (24 août 1990, Quest) - États-Unis = Conquest of the Crystal Palace
- Matsumoto Akira no Kabushiki Hisshōgaku (18 février 1988, Imagineer) - J
- Matsumoto Akira no Kabushiki Hisshōgaku II (31 mars 1989, Imagineer) - J
- Matsumoto Akira no Kabushiki Hisshōgaku II (31 mars 1989, Imagineer) - J
- Max Warrior: Wakusei Kaigenrei (15 février 1991, Vap) - États-Unis = Isolated Warrior
- Meiji Ishin (29 septembre 1989, Use) - J
- Meikyū Kumikyoku (13 novembre 1986, Hudson Soft) - États-Unis = Milon's Secret Castle
- Meikyū Shima (29 juin 1990, Irem) - États-Unis = Kickle Cubicle
- Meimon! Daisan Yakyūbu (8 août 1989, Bandai) - J
- Meimon! Tako Nishiōendan (1er décembre 1989, Asmik Ace) - J
- Melville no Honoo (11 août 1989, Gakushuu Kenkyuusha) - J
- Meitantei Holmes: Kiri no London Satsujin Jiken (13 mai 1988, Towachiki) - J
- Metal Frame Cybuster (14 décembre 1990, Jaleco) - J
- Metal Gear (22 décembre 1987, Konami)
- Metal Max (24 mai 1991, Data East) - J
- Metal Slader Glory (30 août 1991, HAL Laboratory) - J
- Metro-Cross (16 décembre 1986, Namco) - J
- Mezase! Top Pro Green Kakeru Yume (5 mars 1993, Jaleco) - J
- Mickey Mouse (6 mars 1987, Hudson Soft) - États-Unis = Mickey Mousecapade
- Mickey Mouse III: Yume Fūsen (25 septembre 1992, Kemco) - États-Unis = Kid Klown in Night Mayor World
- Might and Magic (31 juillet 1990, Gakken)
- Mighty Bomb Jack (24 avril 1986, Tecmo)
- Mighty Final Fight (11 juin 1993, Capcom)
- Mike Tyson's Punch-Out!! (21 novembre 1987, Nintendo)
- Millipede (1er octobre 1987, HAL Laboratory)
- Mindseeker (18 avril 1989, Namco) - J
- Minelvaton Saga (23 octobre 1987, Taito) - J
- Mini-Putt (15 février 1991, A-Wave) - J
- Minna no Tabō no Nakayoshi Daisakusen (22 novembre 1991, Character Soft) - J
- Miracle Ropitt (7 août 1987, King Records) - J
- Mirai Senshi Raios (1er décembre 1989, Pack-In-Video) - J
- Mirai Shinwa Jarvas (30 juin 1987, Taito) - J
- Mississippi Satsujin Jiken (31 octobre 1986, Jaleco) - J
- Mitokōmon (11 août 1987, SunSoft) - J
- Mitokōmon II: Sekai Manyuuki (11 août 1988, SunSoft) - J
- Mitsume Gatooru (17 juillet 1992, Tomy) - J
- Mizushima Shinji no Daikōshien (26 octobre 1990, Capcom) - J
- Moai-Kun (9 mars 1990, Konami) - J
- Moe Pro! Saikyōhen (22 novembre 1991, Jaleco) - États-Unis = Bases Loaded 4
- Moe Pro! '90: Kandōhen (27 juillet 1990, Jaleco) - États-Unis = Bases Loaded 3
- Moero TwinBee (26 mars 1993, Konami) - États-Unis = Stinger
- Moero!! Judo Warriors (29 juin 1990, Jaleco) - J
- Moero!! Junior Basket (22 novembre 1988, Jaleco) - États-Unis = Hoops
- Moero!! Pro Soccer (23 décembre 1988, Jaleco) - J
- Moero!! Pro Tennis (15 avril 1988, Jaleco) - J
- Moero!! Pro Yakyū (26 juin 1987, Jaleco) - États-Unis = Bases Loaded
- Moero!! Pro Yakyū '88: Kettei Ban (10 août 1988, Jaleco) - États-Unis = Bases Loaded II
- Moeru! Oniisan (8 août 1989, Toho) - J
- Mokushi Pachi Pro: Pachi Otto-Kun (18 décembre 1987, Coconuts) - J
- Momotarō Densetsu (26 octobre 1987, Hudson Soft) - J
- Momotarō Densetsu Gaiden (17 décembre 1993, Hudson Soft) - J
- Momotarō Dentetsu (2 décembre 1988, Hudson Soft) - J
- Money Game, The (10 août 1988, Sofel) - J
- Money Game II, The (20 décembre 1989, Sofel) - J
- Monomane Shitenō (14 septembre 1990, Pack-In-Video) - J
- Monopoly (1er novembre 1991, Tomy) - J
- Monster Maker: 7-tsu no Hihō (20 décembre 1991, Sofel) - J
- Moon Crystal (28 août 1992, Hect) - J
- Morita Shogi (14 avril 1987, Seta) - J
- Mōryō Senki Madara (30 mars 1990, Konami) - J
- Mother (27 juillet 1989, Nintendo) - J, il existe un prototype anglais appelé Earthbound
- Motocross Champion (27 janvier 1989, Konami) - J
- Mottomobunai Keiji (6 février 1990, Toei Animation) - J
- Mugen Senshi Valis (21 août 1987, Tokuma Shoten) - J
- Murder Club (30 juin 1989, Seta) - J = Satsujin Club
- Musashi no Bōken (22 décembre 1990, Sigma Entertainment) - J
- My Life My Love (3 août 1991, Banpresto) - J

## N
- Nagagutsu o Haita Neko (21 novembre 1986, Toei Animation) - J
- Nakashima Satoshi: F1 Hero (9 décembre 1988, Varie) - J
- Nakashima Satoshi: F1 Hero 2 (27 septembre 1991, Varie) - J
- Nakayo Shito Issho (10 décembre 1993, Yutaka) - J
- Nakiri Yagyō (23 février 1989, Use) - J
- Namco Classic (27 mai 1988, Namco) - J
- Namco Classic II (13 mars 1992, Namco) - J
- Namco Mahjong III: Mahjong Tengoku (8 mars 1991, Namco) - J
- Nankoku Shirei!! Spy vs. Spy (27 mars 1987, Kemco) - J
- Nantettatte!! Baseball (26 octobre 1990, SunSoft) - J
- Napoleon Senki (18 mars 1988, Irem) - J
- Navy Blue (14 février 1992, I'Max) - J
- Naza no Fuuin (23 octobre 1987, ASCII) - J
- Nekketsu Kakutō Densetsu (23 décembre 1992, Technos) - J
- Nekketsu Kōha Kunio Kun (17 avril 1987, Technos) - États-Unis = Renegade
- Nekketsu Kōkō Dodge Ball Bu (26 juillet 1988, Technos) - États-Unis = Super Dodge Ball
- Nekketsu Kōkō Dodgeball-bu: Soccer-hen (18 mai 1990, Technos) - États-Unis, Europe = Nintendo World Cup
- Nekketsu Street Basket: Ganbare Dunk Heroes (22 décembre 1993, Technos) - J
- Nemo: Pajama Hero (7 décembre 1990, Capcom) - États-Unis, Europe = Little Nemo: The Dream Master
- New Ghostbusters 2 (26 décembre 1990, HAL Laboratory) - également sorti en Europe
- Nichibutsu Mahjong III (20 juillet 1990, Nihon Bussan) - J
- Night Raider (30 septembre 1988, Pack-In-Video) - J
- Niji no Silkroad (22 février 1991, Victor Interactive) - J
- Ninja Cop Saizō (17 novembre 1989, Taito) - États-Unis, Europe = Wrath of the Black Manta
- Ninja Crusaders: Ryūga (14 décembre 1990, Sammy) - États-Unis = Ninja Crusaders
- Ninja Hattori Kun (5 mars 1986, Hudson Soft) - J
- Ninja Jajamaru-kun (15 novembre 1985, Jaleco) - J
- Ninja Jajamaru: Ginga Daisakusen (29 mars 1991, Jaleco) - J, un prototype anglais existe sous le nom Squashed
- Ninja Kun (10 mai 1985, Jaleco) - J
- Ninja Kun: Ashura no Shō (27 mai 1988, UPL) - J, était prévu pour sortir aux États-Unis sous le nom Ninja Taro
- Ninja Ra Hoi! (9 août 1990, ASCII) - J
- Ninja Ryuukenden (9 décembre 1988, Tecmo) - États-Unis = Ninja Gaiden, Europe = Shadow Warriors
- Ninja Ryuukenden II: Ankoku no Jashinken (6 avril 1990, Tecmo) - États-Unis = Ninja Gaiden II: The Dark Sword of Chaos, Europe = Shadow Warriors II: Ninja Gaiden II
- Ninja Ryuukenden III: Yomi no Hakobune (21 juin 1991, Tecmo) - États-Unis = Ninja Gaiden III: The Ancient Ship of Doom
- Ninja Jajamaru: Ginga Daisakusen (29 mars 1991, Jaleco) - J
- Nippon Ichi no Nakantoku (10 août 1990, Asmik Ace) - J
- Kyōtarō Nishimura Mystery: Blue Train Satsujin Jiken (20 janvier 1989, Irem) - J
- Nobunaga no Yabō: Bushō Fūunroku (21 décembre 1991, Koei)) - J
- Nobunaga no Yabō: Sengōku Gunyūden (3 février 1990, Koei) - États-Unis = Nobunaga's Ambition 2
- Nobunaga no Yabō: Zenkokuban (18 mars 1988, Koei) - États-Unis = Nobunaga's Ambition
- North and South (21 septembre 1990, Kemco)
- Nuts and Milk (28 juillet 1984, Hudson Soft) - J
- Nyūyōko Nyankiisu (5 avril 1991, Atlus) - J

## O
- Obake no Q Tarō: Wan Wan Panic (16 décembre 1985, Bandai) - États-Unis = Chubby Cherub
- Obocchamakun (5 avril 1991, Tecmo) - J
- Ochinnitoshi Puzzle Tonjan!? (29 septembre 1989, Jaleco) - J
- Oeka Kids: Anpanman no Hiragana Daisuki (26 mars 1991, Bandai) - J
- Oishinbo: Kyūkyoku no Menu Sanbon Shōbu (25 juillet 1989, Bandai) - J
- Olympus no Tatakai (28 mars 1988, Imagineer) - États-Unis = The Battle of Olympus
- Onyanko Town (21 novembre 1985, Pony Canyon) - J
- Operation Wolf (31 mars 1989, Taito)
- Osomatsu-Kun: Back to Zami no Deppa (8 décembre 1989, Bandai) - J
- Otaku no Seiza (31 juillet 1991, M&M) - J
- Othello (13 octobre 1986, Kawada)
- Outlanders (4 décembre 1987, Victor Interactive) - J
- Over Horizon (26 avril 1991, Hot-B) - également sorti en Europe

## P
- Pac-Land (21 novembre 1985, Namco) - J
- Pac-Man (2 novembre 1984, Namco)
- Pachi Com (21 novembre 1985, Toshiba EMI) - J
- Pachi-Slot Adventure 2 (17 septembre 1993, Coconuts) - J
- Pachi-Slot Adventure 3 (13 mai 1994, Coconuts) - J
- Pachinko (21 novembre 1985, Toshiba EMI) - J
- Pachinko Daisakusen (19 juillet 1991, Coconuts) - J
- Pachinko Daisakusen 2 (10 juillet 1992, Coconuts) - J
- Pachiokun 2 (30 janvier 1989, Coconuts) - J
- Pachiokun 3 (26 octobre 1990, Coconuts) - J
- Pachiokun 4 (22 novembre 1991, Coconuts) - J
- Pachiokun 5 (11 juin 1993, Coconuts) - J
- Palamedes (6 juillet 1990, Hot-B)
- Palamedes 2 (7 mai 1991, Hot-B) - J
- Paperboy (30 janvier 1991, Altron)
- Parallel World (10 août 1990, Varie) - J
- Parasol Henbee (15 février 1991, Epoch) - J
- Paris-Dakar Rally Special (3 février 1988, CBS Sony Group) - J
- Parodius Da! (30 novembre 1990, Konami) - Europe = Parodius
- Pāman: Enban wo Torikaese!! (14 décembre 1990, Irem) - J
- Pāman Part 2: Himitsu Kessha Madōdan wo Taose!  (20 décembre 1991, Irem) - J
- Penguin-Kun Wars (25 décembre 1985, ASCII) - J
- Perfect Bowling (25 juillet 1989, Tonkin House) - J
- Photon (28 août 1987, Takara)
- Pinball (2 février 1984, Nintendo)
- Pinball Quest (15 décembre 1989, Jaleco)
- Pipa Time (10 août 1990, Sanritsu Denki) - J
- Pizza Pop (7 janvier 1992, Jaleco) - J
- Plasma Ball (27 mars 1992, Jaleco) - J
- Pocket Zaurus: Ju Ōken no Nazo (27 février 1987, Bandai) - J
- Pokkun Mogura (8 décembre 1989, IGS) - J
- Pole to Finish (31 janvier 1989, Data East) - J
- Pooyan (20 septembre 1985, Hudson Soft) - J
- Popeye (15 juillet 1983, Nintendo)
- Popeye no Eigo Asobi (22 novembre 1983, Nintendo) - J, équivalent à Donkey Kong Jr. Math, mais concerne l'orthographe anglaise
- Portopia Renzoku Satsujin Jiken (29 novembre 1985, Enix) - J
- Power Blazer (20 avril 1990, Taito) - États-Unis = Power Blade
- Power Soccer (30 mars 1990, Tokuma Shoten) - J
- Predator (10 mars 1988, Pack-In-Video)
- President no Sentaku (2 mars 1990, Hot-B) - J
- Pro Yakyū Family Stadium (10 décembre 1986, Namco) - États-Unis = RBI Baseball
- Pro Yakyū Family Stadium '87 (22 décembre 1987, Namco) - États-Unis = RBI Baseball 2
- Pro Yakyū Family Stadium '88 (20 décembre 1988, Namco) - États-Unis = RBI Baseball 3
- Pro Yakyū Satsujin Jiken! (24 décembre 1988, Capcom) - J
- Puyo Puyo (23 juillet 1993, Electro Brain Corp.) - J
- Puzslot (28 février 1992, Sammy) - J
- Puzznic (19 juillet 1991, IGS)
- Pyokotan no Daimeiro (19 mars 1993, SunSoft) - J

## Q
- Quarterback Scramble (19 décembre 1989, Pony Canyon) - J
- Quarth (13 avril 1990, Konami) - J
- Quinty (27 juin 1989, Namco) - États-Unis = Mendel Palace
- Quiz Project Q: Cutie Project and Battle 1000 (29 mai 1992, Hect) - J

## R
- Racer Mini Shiku (25 août 1989, Konami) - J
- Radia Senki: Reimeihen (15 novembre 1991, Tecmo) - J
- Raf World (10 août 1990, SunSoft) - États-Unis, Europe = Journey to Silius
- Raid on Bungeling Bay (22 février 1985, Hudson Soft)
- Rainbow Islands (26 juillet 1988, Taito)
- Rambo (4 décembre 1987, Pack-In-Video)
- Rampart (29 novembre 1991, Konami)
- Recca (17 juillet 1992, Naxat Soft) - J
- Red Arremer II (17 juillet 1992, Capcom) - États-Unis, Europe = Gargoyle's Quest II
- Rekka no Gotoku Tenka o Nusure! (8 septembre 1990, Banpresto) - J
- Ripple Island (23 janvier 1988, SunSoft) - J
- Road Fighter (11 juillet 1985, Konami) - également sorti en Europe
- Robocco Wars (2 août 1991, IGS) - J
- RoboCop (25 août 1989, Data East)
- RoboCop 2 (2 avril 1991, Data East)
- Rockman (17 décembre 1987, Capcom) - États-Unis, Europe = Mega Man
- Rockman 2: Dr. Wily no Nazo (24 décembre 1988, Capcom) - États-Unis, Europe = Mega Man 2
- Rockman 3: Dr. Wily no Saigo!? (28 septembre 1990, Capcom) - États-Unis, Europe = Mega Man 3
- Rockman 4: Aratanaru Yabou!! (6 décembre 1991, Capcom) - États-Unis, Europe = Mega Man 4
- Rockman 5: Blues no Wana!? (4 décembre 1992, Capcom) - États-Unis, Europe = Mega Man 5
- Rockman 6: Shijō Saidai no Tatakai!! (5 novembre 1993, Capcom) - États-Unis = Mega Man 6
- Rokudenashi Blues (29 octobre 1993, Bandai) - J
- Rollerball (20 décembre 1988, HAL Laboratory)
- Rolling Thunder (17 mars 1989, Namco)
- Romancia (30 octobre 1987, Tokyo Shoseki) - J
- Route 16 Turbo (4 octobre 1985, SunSoft) - J
- Royal Blood (29 août 1991, Koei) - États-Unis = Gemfire
- RPG Jinsei Game (26 novembre 1993, Takara) - J
- Ryō Maboroshi Dōshi (16 septembre 1988, Pony Canyon) - États-Unis = Phantom Fighter

## S
- Sabaku no Kitsune (28 avril 1988, Kemco) - États-Unis = Desert Commander
- Saikōshi Sedi (24 décembre 1988, Fuji Television) - J
- Saint Seiya: Ōgon Densetsu (10 août 1987, Bandai) - France = Les Chevaliers du Zodiaque : La Légende d'or
- Saint Seiya 2 (30 mai 1988, Bandai) - J
- Saiyūki World (11 novembre 1988, Jaleco) - J
- Saiyūki World 2 (7 décembre 1990, Jaleco) - États-Unis = Whomp 'Em
- Sakigake!! Otokojuku (3 mars 1989, Bandai) - J
- Salad no Kuni no Tomato Hime (27 mai 1988, Hudson Soft) - États-Unis = Princess Tomato in the Salad Kingdom
- Salamander (25 septembre 1987, Konami) - États-Unis = Life Force
- San Goku Shi (30 octobre 1988, Koei) - États-Unis = Romance of the Three Kingdoms
- San Goku Shi II (2 novembre 1990, Koei) - États-Unis = Romance of the Three Kingdoms II
- San Goku Shi: Nakahara no Hasha (29 juillet 1988, Namco) - J
- San Goku Shi II: Nakahara no Hasha (10 juin 1992, Namco) - J
- Sanada Jū Yūshi (24 juin 1988, Kemco) - J
- Sanma no Meitantei (2 avril 1987, Namco) - J
- Sanrio Carnival (22 novembre 1990, Character Soft) - J
- Sanrio Carnival 2 (14 janvier 1993, Character Soft) - J
- Sanrio Cup (17 juillet 1992, Character Soft) - J
- Sansara Naga (23 mars 1990, Victor Interactive) - J
- Satomi Hakkenden (20 janvier 1989, SNK) - J
- Satsui no Kaisō (7 janvier 1988, HAL Laboratory) - J
- SD Battle Ōzumō (20 avril 1990, Banpresto) - J
- SD Gundam 2 (25 juin 1989, Bandai) - J
- SD Gundam 3 (22 décembre 1990, Bandai) - J
- SD Gundam Gachapon Senshi 4: NewType Story (21 décembre 1991, Bandai) - J
- SD Gundam Gachapon Senshi 5 (22 décembre 1992, Bandai) - J
- SD Gundam Gaiden: Night Gundam Monogatari (11 août 1990, Bandai) - J
- SD Gundam Gaiden: Night Gundam Monogatari 2 (12 octobre 1991, Bandai) - J
- SD Gundam Gaiden: Night Gundam Monogatari 3 (23 octobre 1992, Bandai) - J
- SD Gundam: Gundam Wars (23 avril 1993, Bandai) - J, nécessite le Datach Joint ROM System de Bandai
- SD Hero Sōkessen (7 juillet 1990, Banpresto) - J
- SD Keiji Blader (2 août 1991, Taito) - J
- Seicross (15 mai 1986, Nihon Bussan)
- Seikima II (25 décembre 1986, CBS Sony Group) - J
- Seirei Densetsu Lickle (26 juin 1992, Taito) - États-Unis = Little Samson
- Seirei Gari (8 décembre 1989, Hudson Soft) - J
- Sekiryuō (10 février 1989, SunSoft) - J
- Sendai no Tomio no Daiginnan (7 novembre 1990, Face) - J
- Senjō no Ōkami (27 septembre 1986, Capcom) - États-Unis = Commando
- Shadow Brain (21 mars 1991, Pony Canyon) - J
- Shadowgate (31 mars 1989, Kemco)
- Shanghai (4 décembre 1987, SunSoft) - J
- Shanghai II (24 août 1990, SunSoft) - J
- Sherlock Holmes: Hakushaku Reijō Yūkai Jiken (11 décembre 1986, Towachiki) - J
- Shikinjo (26 avril 1991, Toei) - J
- Shin 4-Jin Uchi Mahjong: Yakuman Tengoku (28 juin 1991, Nintendo) - J
- Shin Moero!! Pro Yakyū (13 juillet 1989, Jaleco) - J
- Shin Satomi Hakkenden (8 décembre 1989, Toei) - J
- Shinjinrui: The New Type (10 février 1987, Rix Soft) - États-Unis = Adventures of Dino Riki
- Shinsenden (15 décembre 1989, Irem) - J
- Shogi Meikan '92 (30 janvier 1992, Hect) - J
- Shogi Meikan '93 (4 décembre 1992, Hect) - J
- Shogun (27 mai 1988, Hect) - J
- Shōnen Ashibe Nepal Daibōken no Maki (15 novembre 1991, Takara) - J
- Shuffle Fight (9 octobre 1992, Banpresto) - J
- Shufflepuck Cafe (21 octobre 1990, Pony Canyon) - J
- Side Pocket (30 octobre 1987, Namco)
- Silver Saga (24 juillet 1992, Seta) - J
- Sky Destroyer (14 novembre 1985, Taito) - J
- Sky Kid (22 août 1986, Namco)
- Snow Brothers (6 décembre 1991, Toaplan)
- Soccer (9 avril 1985, Nintendo)
- Softball Tengoku (27 octobre 1989, Tonkin House) - États-Unis = Dusty Diamond's All-Star Softball
- Solomon no Kagi (30 juillet 1986, Tecmo) - États-Unis, Europe = Solomon's Key
- Solomon no Kagi 2 (24 janvier 1992, Tecmo) - États-Unis = Solomon's Key 2|Fire 'n Ice, Europe = Solomon's Key 2
- Solstice (20 juillet 1990, Epic/Sony Records)
- SonSon (8 février 1986, Capcom) - J
- Soreike! Anapanman Minna de Hiking Game (20 mars 1992, Bandai) - J
- Space Harrier (6 janvier 1989, Takara) - J
- Space Hunter (25 septembre 1986, Kemco) - J
- Space Invaders (17 avril 1985, Taito) - J
- Spartan X (21 juin 1985, Nintendo) - États-Unis = Kung Fu
- Spartan X 2 (27 septembre 1991, Irem) - J
- Special Shadow (20 février 1989, Bandai) - J
- Spelunker (7 décembre 1985, Irem)
- Spelunker II: Yūshahe no Chōsen (18 septembre 1987, Irem) - J
- Splatterhouse: Wanpaku Graffiti (31 juillet 1989, Namco) - J
- Spot: The Game (16 octobre 1992, Bullet Proof Software)
- Spy vs. Spy (26 avril 1986, Kemco)
- Sqoon (26 juin 1986, Irem)
- Square no Tom Sawyer (30 novembre 1989, Square) - J
- Star Force (25 juin 1985, Hudson Soft)
- Star Luster (6 décembre 1985, Hudson Soft) - J
- Star Soldier (13 juin 1986, Hudson Soft)
- Star Wars (4 décembre 1987, Namco) - J, jeu différent de la version américaine
- Star Wars: Teikoku no Gyakushū (12 mars 1993, JVC) - États-Unis = Star Wars: The Empire Strikes Back
- Stargate (24 septembre 1987, HAL Laboratory) - États-Unis = Defender II
- Sted (27 juillet 1990, K Amusement) - J
- Stick Hunter (18 décembre 1987, K Amusement) - J
- Street Fighter 2010 (3 août 1990, Capcom) - États-Unis = Street Fighter 2010: The Final Fight
- Sugoro Quest: Dice no Senshi Tachi (28 juin 1991, Technos) - J
- Suikoden: Tenmei no Chikai (25 juin 1990, Koei) - J
- Sukeban Deka III (22 janvier 1988, Toei) - J
- Super Arabian (25 juillet 1985, SunSoft) - J
- Super Black Onyx (14 juillet 1988, Bullet Proof Software) - J
- Super Chinese (en) (20 juin 1986, Namco) - États-Unis = Kung-Fu Heroes
- Super Chinese 2 (26 mai 1989, Culture Brain) - États-Unis, Europe = Little Ninja Brothers
- Super Chinese 3 (1er mars 1991, Culture Brain) - J
- Super Contra (2 février 1990, Konami) - États-Unis = Super C, Europe = Probotector II: Return of the Evil Forces
- Super Dynamix Badminton (26 août 1988, Vap) - J
- Super Express Satsujin Jiken (2 mars 1990, Irem) - J
- Super Mario Bros. (13 septembre 1985, Nintendo)
- Super Mario Bros. 3 (23 octobre 1988, Nintendo)
- Super Mario USA (16 septembre 1992, Nintendo) - États-Unis, Europe = Super Mario Bros. 2
- Super Momotarō Dentetsu (20 mars 1992, Hudson Soft) - J
- Super Monkey Daibōken (21 novembre 1986, Vap) - J
- Super Pinball (23 août 1988, Coconuts) - J
- Super Pitfall (5 septembre 1986, Pony Canyon)
- Super Real Baseball (30 juillet 1988, Vap) - J
- Super Rugby (27 décembre 1989, TSS) - J
- Super Sprint (3 août 1991, Altron)
- Super Star Force (11 novembre 1986, Kemco) - J
- Super Star Pro Wrestling (9 décembre 1989, Pony Canyon) - États-Unis = WCW World Championship Wrestling
- Super Xevious: Ganpu no Nazo (19 septembre 1986, Namco) - J
- Superman (26 décembre 1987, Kemco)
- Suzugō (30 août 1990, Victor Interactive) - J
- Swat (11 septembre 1987, Toei) - J
- Sweet Home (15 décembre 1989, Capcom) - J
- Sword Master (21 décembre 1990, Athena)

## T
- Tag Team Pro Wrestling (2 avril 1986, Namco) - États-Unis = Tag Team Wrestling
- Taito Basketball (26 avril 1991, Taito) - J
- Taito Chase H.Q. (8 décembre 1989, Taito) - J
- Taito Grand Prix (18 décembre 1987, Taito) - J
- Taiyō no Shinden (3 août 1988, Tokyo Shoseki) - J
- Taiyō no Yūsha Firebird (11 janvier 1992, Irem) - J
- Takahashi Meijin no Bōken Jima (12 septembre 1986, Hudson Soft) - États-Unis = Adventure Island
- Takahashi Meijin no Bōken Jima II (26 avril 1991, Hudson Soft) - États-Unis = Adventure Island II
- Takahashi Meijin no Bōken Jima III (31 juillet 1992, Hudson Soft) - États-Unis = Adventure Island III
- Takahashi Meijin no Bōken Jima IV (24 juin 1994, Hudson Soft) - J, dernier jeu sorti sur Famicom
- Takahashi Meijin no Bug-tte Honey (5 juin 1987, Hudson Soft) - J
- Takeda Shingen (28 mars 1988, Hot-B) - J
- Takeda Shingen 2 (21 août 1989, Hot-B) - États-Unis = Shingen the Ruler
- Takeshi no chōsenjō (10 décembre 1986, Taito) - J
- Takeshi no Sengoku Fūunko (25 novembre 1988, Taito) - J
- Tamura Teruaki no Mahjong Seminar (21 septembre 1990, Pony Canyon) - J
- Tanikawa Koji no Shogi Shinan II (18 mars 1988, Pony Canyon) - J
- Tanikawa Koji no Shogi Shinan III (14 septembre 1989, Pony Canyon) - J
- Tantei Jinguji Saburo: Toki no Sugi Yukumamani... (28 septembre 1990, Data East) - J
- Tao (1er décembre 1989, Vap) - J
- Tashiro Masashi no Princess ga Ippai (27 octobre 1989, Epic/Sony Records) - J
- Tatakai no Banka (24 décembre 1986, Capcom) - États-Unis, Europe = Trojan
- Tatake!! Ramen-Man (10 août 1988, Bandai) - J
- Tecmo Bowl (30 novembre 1990, Tecmo)
- Tecmo Super Bowl (13 décembre 1991, Tecmo)
- Tecmo World Cup Soccer (7 décembre 1990, Tecmo)
- Teenage Mutant Ninja Turtles II: The Arcade Game (7 décembre 1990, Konami) - États-Unis = Teenage Mutant Ninja Turtles II: The Arcade Game, Europe = Teenage Mutant Hero Turtles II: The Arcade Game
- Teenage Mutant Ninja Turtles 2 (13 décembre 1991, Konami) - États-Unis = Teenage Mutant Ninja Turtles III: The Manhattan Project
- Tenchi o Kurau (19 mai 1989, Capcom) - États-Unis = Destiny of an Emperor
- Tenchi o Kurau II (5 avril 1991, Capcom) - J
- Tennis (14 janvier 1984, Nintendo)
- Terao no Dosukoi Ōzumō (24 novembre 1989, Jaleco) - J
- Terminator 2: Judgment Day (26 juin 1992, Pack-In-Video)
- Terra Cresta (27 septembre 1986, Nihon Bussan)
- Tetra Star (24 mai 1991, Taito) - J
- Tetris (22 décembre 1988, Bullet Proof Software) - J, version différente de celle sortie aux États-Unis
- Tetris 2 + Bombliss (13 décembre 1991, Bullet Proof Software) - J
- Tetris Flash (21 septembre 1993, Nintendo) - États-Unis = Tetris 2
- Tetsudō-Ō: Famicom Board Game (13 décembre 1991, DB Soft) - J
- Tetsuwan Atomu (26 février 1988, Konami) - J, Licence Astro, le petit robot
- Thexder (19 décembre 1985, Square) - J
- Thunderbirds (29 septembre 1989, Pack-In-Video)
- Tiger-Heli (5 décembre 1986, Pony Canyon)
- Time Zone (25 octobre 1991, Sigma Entertainment) - J
- Times of Lore (7 décembre 1990, Toho) - J
- Tiny Toon Adventures (20 décembre 1991, Konami)
- Tiny Toon Adventures 2: Trouble in Wackyland (27 novembre 1992, Konami)
- Titan (10 août 1990, Sofel) - J
- TM Network Live in Power Bowl (22 décembre 1989, Epic/Sony Records) - J
- Tokkyū Shirei Soul Brain (26 octobre 1991, Angel) - États-Unis, Europe = Shatterhand
- Tokoro-San no Mamorumo Semerumo (27 juin 1987, Epic/Sony Records) - J
- Tokyo Pachi-Slot Adventure (13 décembre 1991, Coconuts) - J
- Tom and Jerry: The Ultimate Game of Cat and Mouse! (13 novembre 1992, Altron)
- Tom Sawyer no Bōken (6 février 1989, Seta) - États-Unis = The Adventures of Tom Sawyer
- Top Gun (11 décembre 1987, Konami)
- Top Gun: Dual Fighters (15 décembre 1989, Konami) - États-Unis, Europe = Top Gun: Second Mission
- Top Management (12 décembre 1990, Koei) - J
- Top Rider (17 décembre 1988, Varie) - J
- Top Striker (22 octobre 1992, Namco) - J
- Topple Zip (9 octobre 1987, Bandai) - J
- Totsuzen! Macho Man (2 décembre 1988, Vic Tokai) - États-Unis = Amagon
- Touch (14 mars 1987, Toho) - J
- Tōhō Kenbunku (10 novembre 1988, Natsume) - J
- Tōkaidō Gojū-San Shi (3 juillet 1986, SunSoft) - J
- Tōkon Club (24 juillet 1992, Jaleco) - J
- Tower of Druaga (6 août 1985, Namco) - J
- Transformers: Convoy no Nazo (5 décembre 1986, Takara) - J
- Triathron, The (16 décembre 1988, K Amusement) - J
- Tsuppari Ōzumō (18 septembre 1987, Tecmo) - J
- Tsuppari Wars (28 juin 1991, Sammy) - J
- Tsuri Kichi Sanpei (17 mars 1988, Victor Interactive) - J
- Tsuru Pikahage Maru: Mezase! Tsuruseko no Akashi (13 décembre 1991, Jaleco) - J
- Twin Eagle (12 avril 1991, Romstar)
- TwinBee (4 janvier 1986, Konami) - J
- TwinBee 3 (29 septembre 1989, Konami) - J

## U
- Uchū Keibitai SDF (7 septembre 1990, HAL Laboratory) - J
- Uchūsen: Cosmo Carrier (6 novembre 1987, Jaleco) - J
- Ultima (9 octobre 1987, Pony Canyon) - États-Unis = Ultima: Exodus
- Ultima: Seisha he no Michi (20 septembre 1989, Pony Canyon) - États-Unis = Ultima: Quest of the Avatar
- Ultraman Club: Kaijū Dai Kessen!! (25 décembre 1992, Angel) - J
- Ultraman Club: Supokon Fight! (23 avril 1993, Bandai) - J, nécessite le Datach Joint ROM System de Bandai
- Ultraman Club 2: Kaettekita Ultraman Club (7 avril 1990, Bandai) - J
- Ultraman Club 3 (29 décembre 1991, Bandai) - J
- The Untouchables (20 décembre 1991, Altron)
- Urban Champion (14 novembre 1984, Nintendo)
- Urusei Yatsura: Ram no Wedding Bell (23 octobre 1986, Jaleco) - J
- US Championship V'Ball (10 novembre 1989, Technos) - États-Unis, Europe = Super Spike V'Ball
- USA Ice Hockey in FC (6 mars 1993, Jaleco) - J
- Ushio to Tora: Shinen no Daiyō (9 juillet 1993, Yutaka) - J

## V
- Valkyrie no Bōken: Toki no Kagi Densetsu (1er août 1986, Namco) - J
- Vegas Connection (24 novembre 1989, Sigma Entertainment) - J
- Venus Senki (14 octobre 1989, Varie) - J
- Viva! Las Vegas (30 septembre 1988, Epic/Sony Records) - États-Unis = Vegas Dream
- Volguard II (7 décembre 1985, DB Soft) - J
- Volleyball (21 juillet 1986, Nintendo)

## W
- Wagyan Land (9 février 1989, Namco) - J
- Wagyan Land 2 (14 décembre 1990, Namco) - J
- Wagyan Land 3 (8 décembre 1992, Namco) - J
- Wai Wai World (14 janvier 1988, Konami) - J
- Wai Wai World 2: SOS!! Paseri Jou (5 janvier 1991, Konami) - J
- Wanpaku Duck Yume Bōken (26 janvier 1990, Capcom) - Amérique du Nord, Europe = Disney's DuckTales
- Wanpaku Kokkun no Gourmet World (24 avril 1992, Taito) - Amérique du Nord = Panic Restaurant
- Wario no Mori (19 février 1994, Nintendo) - Amérique du Nord = Wario's Woods
- Warpman (12 juillet 1985, Namco) - J
- Western Kids (13 septembre 1991, Visco) - Amérique du Nord = Cowboy Kid
- White Lion Densetsu (14 juillet 1989, Kemco) - Amérique du Nord = Legend of the Ghost Lion
- Wild Gunman (18 février 1984, Nintendo)
- Willow (18 juillet 1989, Capcom)
- Wily and Light no Rockboard: That's Paradise (15 janvier 1993, Capcom) - J
- Winners Cup (12 août 1988, Data East) - J
- Winter Games (27 mars 1987, Pony Canyon)
- Wit's (13 juillet 1990, Athena) - J
- Wizardry I: Proving Grounds of the Mad Overlord (22 décembre 1987, ASCII)
- Wizardry II: Kight of Diamonds (21 février 1989, ASCII)
- Wizardry III: Legacy of Llylgamyn (9 mars 1990, ASCII) - J
- Woody Poco (20 juin 1987, dB-Soft) - J
- World Boxing (8 septembre 1990, TSS) - J
- World Grand-Prix: Pole To Finish (31 janvier 1989, Data East) - Amérique du Nord = Al Unser Jr.'s Turbo Racing, Europe = Turbo Racing
- World Super Tennis (13 octobre 1989, Asmik) - Amérique du Nord = Evert and Lendl Top Players' Tennis, Europe = Four Players' Tennis
- Wrecking Crew (18 juin 1985, Nintendo)
- WWF WrestleMania Challenge (27 mars 1992, Hot-B)

## X
- Xevious (8 novembre 1984, Namco)

## Y
- Yie Ar Kung-Fu (22 avril 1985, Konami) - J
- Yokohama Minato Renzoku Satsujin Jiken (26 février 1988, Data East) - J
- Yoshi no Cookie (21 novembre 1992, Nintendo) - Amérique du Nord = Yoshi's Cookie
- Yoshi no Tamago (14 décembre 1991, Nintendo) - Amérique du Nord = Yoshi, Europe = Mario and Yoshi
- Yōkai Dōchūki (24 juin 1988, Namco) - J
- Yōkai Club (19 mai 1987, Jaleco) - J
- Yousei Monogatari RodLand (11 décembre 1992, Jaleco) - Europe = Rodland
- Ys (26 août 1988, Victor Interactive) - J
- Ys II (25 mai 1990, Victor Interactive) - J
- Ys III: Wanderers from Ys (27 septembre 1991, Victor Interactive) - J
- Yume Penguin Monogatari (25 janvier 1991, Konami) - J
- Yū Yū Hakusho: Bakutō Ankoku Bujutsu Kai (22 octobre 1993, Bandai) - J

## Z
- Zanac (28 novembre 1986, Pony Canyon)
- Zenbi Pro Basketball (21 juillet 1989, Vic Tokai) - J
- Zippy Race (18 juillet 1985, Irem) - J
- Zoids (5 septembre 1987, Toshiba EMI) - J
- Zoids 2 (27 janvier 1989, Toshiba EMI) - J
- Zoids Mokushiroku (21 décembre 1990, Tomy) - J
- Zombie Hunter (3 juillet 1987, Hi-Score Media Work) - J
- Zunō Senkan Garu (14 décembre 1985, dB-Soft) - J

- Haut – A
- B
- C
- D
- E
- F
- G
- H
- I
- J
- K
- L
- M
- N
- O
- P
- Q
- R
- S
- T
- U
- V
- W
- X
- Y
- Z